# Teorema das três perpendiculares

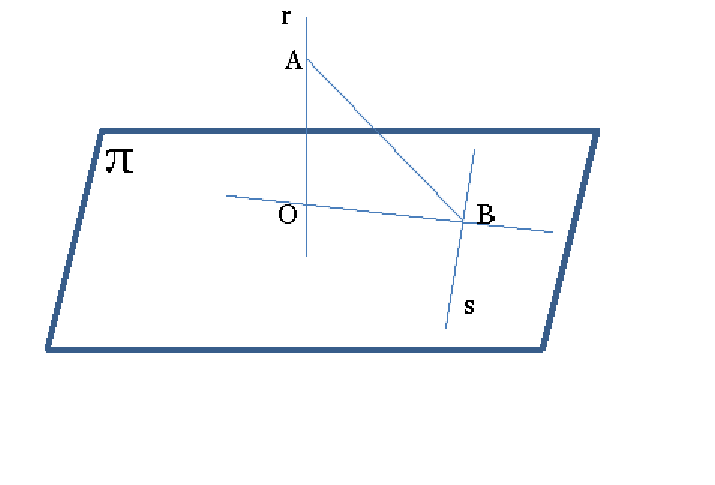
Demonstração geométrica do teorema das três perpendiculares

De acordo com o teorema das três perpendiculares: se são dados, no espaço, o plano {\displaystyle \pi } e as retas {\displaystyle r} e {\displaystyle s}, com {\displaystyle r} perpendicular a {\displaystyle \pi } em {\displaystyle O} e {\displaystyle s} contida em {\displaystyle \pi }. Se {\displaystyle A} pertence a {\displaystyle r} e {\displaystyle B} pertence a {\displaystyle s}, então {\displaystyle AB} é perpendicular a {\displaystyle s} se, e somente se, {\displaystyle OB} é perpendicular a {\displaystyle s}.

## Demonstração
Proposição I
Dados uma reta {\displaystyle r} e um plano {\displaystyle \alpha }, temos {\displaystyle r\perp \alpha } se, e só se, {\displaystyle r} for ortogonal a duas retas concorrentes de {\displaystyle \alpha }.
Note que:
{\displaystyle r\perp \pi \Rightarrow r\perp s}
Suponha, agora que {\displaystyle AB\perp s}. Então, uma vez que {\displaystyle r} e {\displaystyle AB} são concorrentes, segue da proposição I que {\displaystyle s\perp (r,AB)}; em particular, {\displaystyle s\perp OB}.
Reciprocamente, suponha que {\displaystyle OB\perp s}. Como {\displaystyle r} e {\displaystyle OB} são concorrentes, segue novamente da proposição I que {\displaystyle s\perp (r,OB)}; em particular, {\displaystyle s\perp AB}.
Obs: {\displaystyle (r,s)} representa o plano que contém as retas {\displaystyle r} e {\displaystyle s}.

### Enunciando o teorema de outra forma

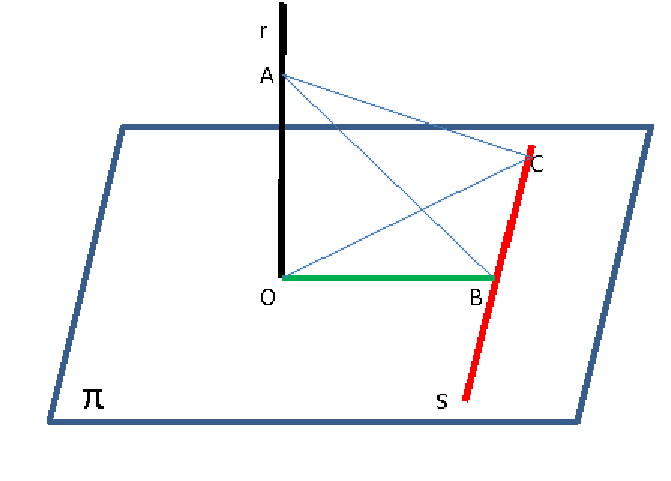

“A reta {\displaystyle r} é perpendicular ao plano {\displaystyle \pi } no ponto {\displaystyle O}. A reta {\displaystyle s} está contida em {\displaystyle \pi } e não passa por {\displaystyle O}. O ponto {\displaystyle B} da reta {\displaystyle s} é tal que {\displaystyle OB} é perpendicular a {\displaystyle s}. Então, se {\displaystyle A} é qualquer ponto de {\displaystyle r}, {\displaystyle AB} é perpendicular a {\displaystyle s}.

### Uma demonstração utilizando apenas o teorema de Pitágoras
Pelo enunciado os triângulos {\displaystyle \triangle AOC}, {\displaystyle \triangle AOB} e {\displaystyle \triangle OBC} são todos retângulos e afirma que o {\displaystyle \triangle ABC} também é retângulo.
Sendo assim devemos provar a afirmação. Temos:
{\displaystyle AC^{2}=AO^{2}+OC^{2}} (I)
{\displaystyle AB^{2}=AO^{2}+OB^{2}} ou {\displaystyle AO^{2}=AB^{2}-OB^{2}} (II)
{\displaystyle OC^{2}=OB^{2}+BC^{2}} (III)
Substituindo II e III em I, temos:
{\displaystyle AC^{2}=AB^{2}-OB^{2}+OB^{2}+BC^{2}}, logo:
{\displaystyle AC^{2}=AB^{2}+BC^{2}}, provando assim que o {\displaystyle \triangle ABC} também é retângulo.

## Aplicação

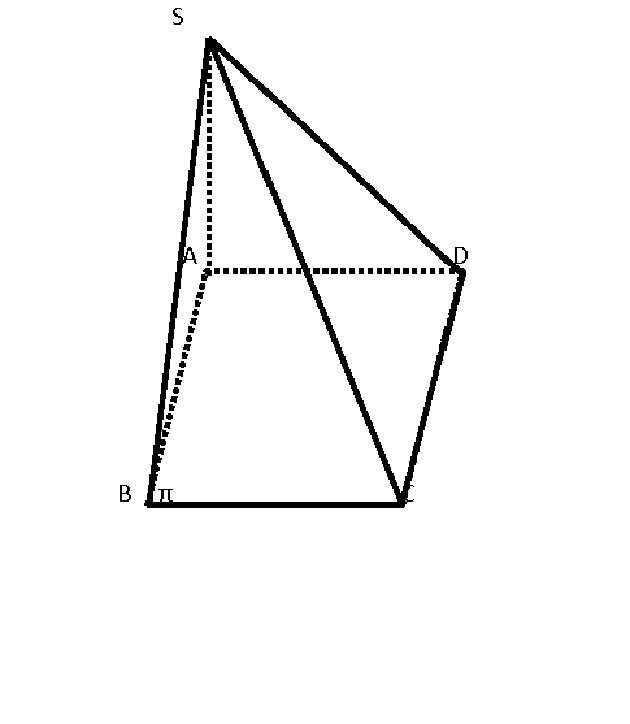

Na pirâmide da figura, a base é um quadrado de área {\displaystyle 36m^{2}} e {\displaystyle SA} é sua altura que mede {\displaystyle 8m} e está apoiada no vértice {\displaystyle A}. A área do triângulo {\displaystyle \triangle SBC} desta pirâmide pode ser obtida da seguinte forma:
Como a base é um quadrado os lados medem {\displaystyle 6m}, sendo {\displaystyle SA} a altura e a base um quadrado temos que {\displaystyle SA\perp \pi } e {\displaystyle AB\perp BC}. Logo, pelo teorema das três perpendiculares {\displaystyle SB\perp BC} e consequentemente {\displaystyle \triangle SBC} é retângulo e como {\displaystyle SA} é altura  o {\displaystyle \triangle SAB} também é retângulo.
{\displaystyle SB^{2}=SA^{2}+AB^{2}=82+62=64+36=100}
{\displaystyle SB=10m}
{\displaystyle A_{\triangle SBC}={\frac {BC\cdot SB}{2}}={\frac {6\cdot 10}{2}}={\frac {60}{2}}=30m^{2}}